# ザルツカンマーグート

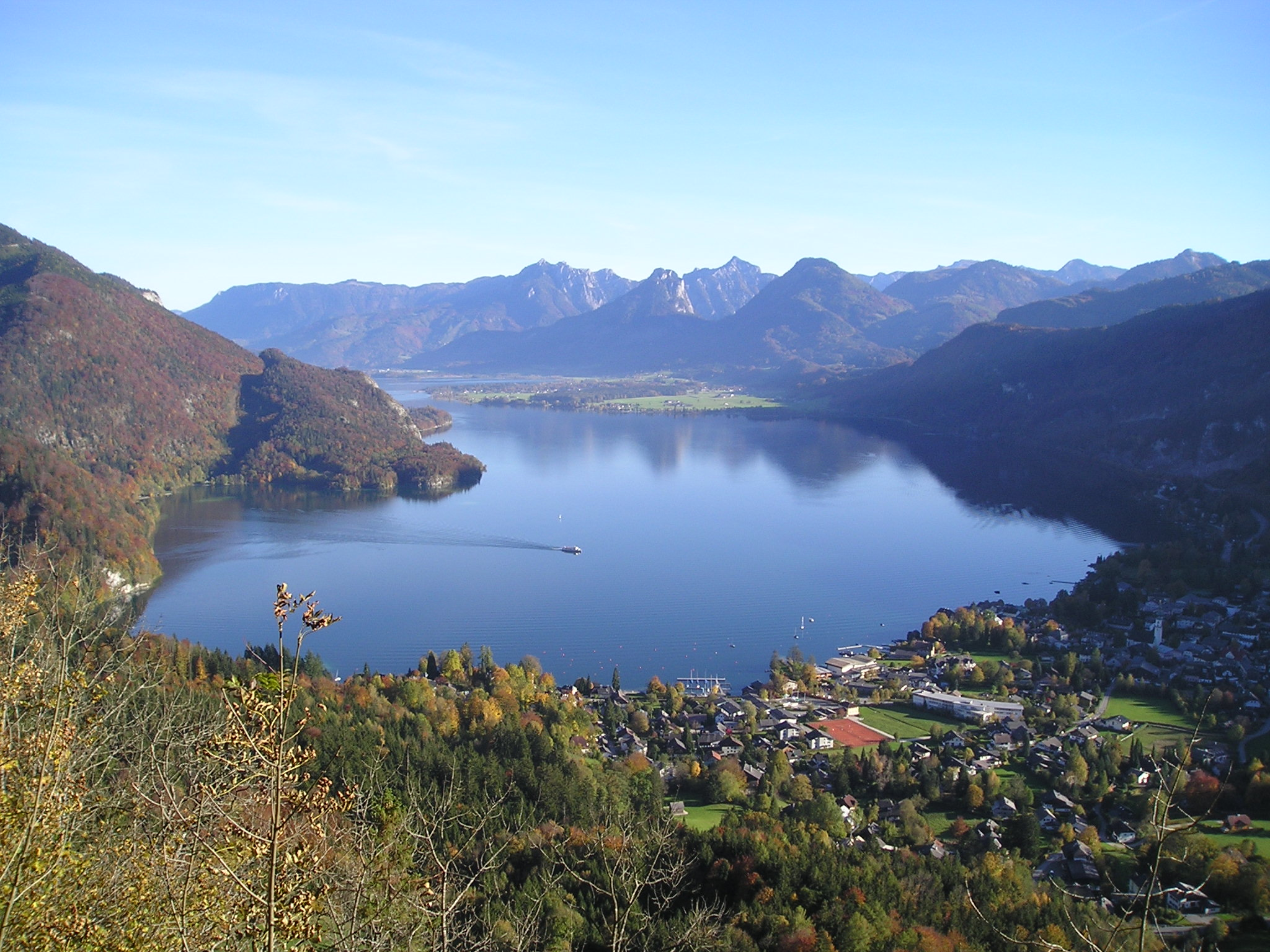
ザンクト・ギルゲン村から見たウォルフガング湖

ザルツカンマーグート（Salzkammergut）は、オーストリアのオーバーエスターライヒ州とザルツブルク州にまたがる地方。ザルツブルク市の東方に位置する。観光地、夏の保養地として名高い。
ザルツカンマーグートの名は「塩（Salz）の御料地（Kammergut）」を意味していて、かつてこの地方の価値ある岩塩鉱がハプスブルク帝国の帝国直轄地だったことに由来している。

## 概要
多くの山や湖に恵まれていることから、ザルツカンマーグートでは水上スポーツ、水浴び、ハイキング、ゴルフなど様々なレジャーを楽しむことが出来るうえ、湖畔でのんびりと寛ぐことも出来る。また、バート・イシュル近くのカトリンアルム（Katrin Alm（Katrinalm））では、高山植物帯を目にすることが出来る。
また、ハルシュタット湖周辺は「ザルツカンマーグート地方のハルシュタットとダッハシュタインの文化的景観」として、ユネスコの世界遺産に登録されている。
シュタイアーマルク州北西部にもザルツカンマーグートに属する地域があり、この地域に点在する泥炭地は2025年、ラムサール条約に登録された。絶滅危惧種の蘚類であるCalliergon richardsoniiのほか、トンボなどの昆虫、カモやヒルなどが生息している。
ザルツカンマーグート地方の代表的な郷土料理は、甘いパンケーキであるカイザーシュマーレン、ドーナツの一種であるクラップフェン、あるいはレープクーヘンなどである。

## 歴史と観光
ザルツカンマーグート地方はオーストリアの民俗学と観光産業の発祥の地とされている。
19世紀にフランツ・ヨーゼフ1世がバート・イシュルに離宮を建てて以来、ウィーンの貴族たちはザルツカンマーグートに点在する村々に逗留するようになった。やがて貴族たちの間で当地の民族衣装を着て平民に混ざって歌ったり踊ったりして休暇を過ごすことが流行した。ヨハン大公はザルツカンマーグート地方の楽器や音楽を収集するように命じ、それがドイツ語圏での最も早い民俗音楽の収拾事業となった。
ザルツカンマーグートの人々は自らの習俗が持つ文化的価値に気付き、上流階級や観光客のために料金をとって芸を見せるようになった。その数は次第に増えていき、公演のグループがいくつも編成された。中でも芸術的に優れたグループはウィーンに招かれオペラの前座などで芸を披露したり、ヨーロッパ全域からアメリカに至る巡業を行った。こうした民俗のプロフェッショナル化や観光化はチロル州などに波及した。

## ザルツカンマーグート内の地域区分
ザルツカンマーグート地方は、湖一帯も含めて、以下の10の観光的な地域に分かれている。
- Ausseerland
- Inner Salzkammergut
- MondseeLand - モンド湖/Irrsee
- Almtal
- アッター湖
- Attergau
- バート・イシュル
- トラウン湖
- Fuschlsee
- ヴォルフガング湖

## ザルツカンマーグートに含まれる街の一覧
| 街                                      | 標高 (m)   | 人口  | 備考 |
| --------------------------------------- | ---------- | ----- | --- |
| Altaussee                               | 720 - 1800 | 1897  | |
| Altmünster                              | 433        | 9485  | |
| アッターゼー(Attersee)                  | 469        | 1500  | アッター湖畔の町 |
| Aurach am Hongar                        | 498        | 1585  | |
| Bad Aussee                              | 650 - 1500 | 5037  | |
| Bad Goisern                             | 504        | 8462  | 近年モーツァルトの生誕250年を記念して音楽祭とバセットクラリネットの作曲コンクールが行われた。                                                                         |
| バート・イシュル(Bad Ischl)             | 468        | 16680 | オーストリア皇帝フランツ・ヨーゼフ1世の夏の離宮があった。 |
| Bad Mitterndorf                         | 812        | 3035  | Location of the largest natural ski-jump, Kulm |
| Bad Wimsbach-Neydharting                | 385        | 2300  | |
| エーベナウ(Ebenau)                      | 607        | 1352  | |
| エーベンゼー(Ebensee)                   | 425        | 8734  | エーベン湖畔の町 |
| Faistenau                               | 786        | 2900  | |
| フランケンマルクト(Frankenmarkt)        | 536        | 3500  | |
| Fuschl am See                           | 670        | 1323  | |
| グムンデン(Gmunden)                     | 425        | 15075 | |
| Gosau                                   | 767        | 2000  | |
| Grünau im Almtal                        | 528        | 2100  | |
| Grundlsee                               | 712        | 1218  | |
| Gschwandt                               | 523        | 2500  | |
| ハルシュタット(Hallstatt)               | 508        | 950   | ハルシュタット湖畔の町 世界遺産登録地 |
| ヒンターゼー(Hintersee)                 | 746        | 460   | |
| Hof bei Salzburg                        | 730        | 3600  | |
| インナーシュヴァンド (Innerschwand)     | 520        | 1046  | |
| Koppl                                   | 750        | 3044  | |
| Laakirchen                              | 441        | 9133  | 自然の貯蔵庫とマッド・スパがある。 |
| モンドゼー(Mondsee)                     | 481        | 3100  | モンド湖畔の街 |
| Nussdorf am Attersee                    | 500        | 1120  | |
| Oberhofen am Irrsee                     | 573        | 1335  | |
| Obertraun                               | 514        | 764   | |
| Oberwang                                | 572        | 1572  | |
| Pichl-Kainisch                          | 803        | 782   | |
| ピンスドルフ(Pinsdorf)                  | 493        | 3585  | |
| Scharnstein                             | 501        | 4876  | |
| Schörfling am Attersee                  | 510        | 3163  | |
| Schwanenstadt                           | 389        | 4330  | |
| Seewalchen am Attersee                  | 495        | 4977  | |
| Steinbach am Attersee                   | 509        | 1003  | |
| St.Georgen im Attergau                  | 540        | 6546  | |
| St. Lorenz                              | 486        | 2008  | |
| ザンクト・ギルゲン(St. Gilgen)          | 542        | 3706  | ヴォルフガング湖畔の町 モーツァルトの母の生誕地で、その家が現存している。 ザンクト・ヴォルフガング間の遊覧船が発着している。                                          |
| St. Konrad                              | 585        | 1033  | |
| Straß                                   | 579        | 1498  | |
| Strobl                                  | 542        | 3466  | ヴォルフガング湖畔の町 |
| ザンクト・ヴォルフガング (St. Wolfgang) | 540        | 2797  | ヴォルフガング湖畔の町 ドイツの元首相ヘルムート・コールがかつて夏期休暇を過ごした。 シャフベルク線（登山電車）の出発地。 ザンクト・ギルゲン間の遊覧船が発着している。 |
| Tauplitz                                | 900 - 2000 | 1005  | |
| Thalgau                                 | 545        | 5200  | |
| Tiefgraben                              | 550        | 2950  | |
| Traunkirchen                            | 422        | 1775  | |
| Unterach am Attersee                    | 468        | 1500  | |
| Vöcklabruck                             | 433        | 12000 | ザルツカンマーグート地方の入り口 |
| Vöcklamarkt                             | 488        | 5000  | |
| Weyregg am Attersee                     | 482        | 1503  | |
| Zell am Moos                            | 573        | 1400  | |